# Miembro de una ecuación
Los miembros de una ecuación son cada una de las dos partes formadas por expresiones matemáticas que aparecen a ambos lados de una ecuación (y también de una desigualdad). La expresión a la izquierda del signo de igualdad (=) se suele llamar primer miembro de ecuación o miembro de la izquierda, mientras que la expresión de la derecha se suele llamar segundo miembro o miembro de la derecha.

## Algunos ejemplos
La expresión del lado derecho del signo de igualdad (=) es el RHS (inglés right-hand side) y la expresión al lado izquierdo del igual es el LHS (inglés left-hand side) de la ecuación. Por ejemplo, en
x + 5 = y + 8,
"x + 5" es el LHS (del inglés left-hand side; lado izquierdo de la ecuación en español) 
"y + 8" es el RHS (del inglés right-hand side; lado derecho de la ecuación en español)